# Lepidostoma ormeum
Lepidostoma ormeum är en nattsländeart som beskrevs av Ross 1946. Lepidostoma ormeum ingår i släktet Lepidostoma och familjen kantrörsnattsländor. Inga underarter finns listade i Catalogue of Life.